# Латифи, Отахон
Отахон Латифи (тадж. Отахон Латифӣ; 18 марта 1936, Пенджикент, Ленинабадская область — 22 сентября 1998, Душанбе) — советский, таджикский государственный, политический и общественный деятель, журналист газеты «Правда», заместитель председателя Совета министров Таджикской ССР, заместитель председателя Кабинета Министров Таджикской ССР(1989—1991):

«Отахон Латифи был и остается одним из самых известных и уважаемых личностей как в советском, так и в современном Таджикистане. В свое время академик Евгений Примаков говорил, что Отахон Латифи — один из самых лучших журналистов Советского союза и в частности Средней Азии».
— Иброхим Усмонов

## Биография
Родился 18 марта 1936 года в городе Пенджикенте Пенджикентского района Ленинабадской области Таджикской ССР (ныне Согдийская область Республики Таджикистан).
Учился в таджикской, потом в русской школе (1943—1956), затем начал работать в колхозе Пенджикентского района. Член КПСС с 1956 года, «принят ещё школьником! потому что он спас народное добро, предупредив население о сходе мощного селевого потока». После — учёба в «Ташкентском электротехническом техникуме, бросил из-за конфликта с дирекцией».
В 1958 году поступил на отделение журналистики филологического факультета Ленинградского государственного университета имени А. А. Жданова. По завершении учёбы в 1963 году работал в молодёжных газетах Таджикской ССР и в ЦК ЛКСМ Таджикистана. Работал младшим редактором издательства «Ирфон» в Таджикской ССР, литературным сотрудником газеты «Комсомолец Таджикистана», инструктором ЦК ЛКСМ Таджикистана (1964—1965), переводчиком газеты «Комсомолец Таджикистана» и литературным сотрудником газеты «Комсомоли Тоҷикистон» (1963—1967). Собственным корреспондентом «Комсомольской правды» по Таджикистану, Узбекистану, специальным корреспондентом по Средней Азии и заведующим Таджикским отделением Агентства печати «Новости» [АПН — советское информационное агентство, образованное в 1961 г.] (1967—1973). Собственным корреспондентом газеты «Правды» по Таджикской ССР (1973—1989).
С 1989 года заместитель председателя Совета министров Таджикской ССР, с 13 февраля 1991 года заместитель «Председателя Кабинета Министров Таджикской ССР» (курировал идеологию):

«УКАЗ президента Таджикской ССР о назначении тов. ЛАТИФИ О. заместителем Председателя Кабинета Министров Таджикской ССР. Назначить тов. ЛАТИФИ Отахона заместителем Председателя Кабинета Министров Таджикской ССР. Президент Таджикской ССР К. МАХКАМОВ, г. Душанбе 13 февраля 1991 г.».— 
С весны 1991 г. главный редактор газеты «Сухан» (Слово)" — печатного органа Союза журналистов Таджикистана, председателем которого он был до 1993 года. В 1991 г. Латифи вновь возвращается в журналистику — становится собственным корреспондентом газеты «Известий».
С 1993 г. продолжил свою работу на посту «председателя Координационного центра (комитета) демократических сил Таджикистана в странах СНГ (Москва), был заместителем руководителя делегации ОТО на межтаджикских переговорах».
Три года прожил в Российской Федерации в Москве и 2 года — в Исламской Республике Иран в Тегеране. В 1997 г. вернулся в Таджикистан.
Утром 22 сентября 1998 года был убит («застрелен на улице») в городе Душанбе.

## Общественно-политическая деятельность
- член КПСС с 1956 г.[4],
- председатель Союза журналистов Таджикистана (до 1993)[3],
- председатель Координационного комитета демократических сил Таджикистана в странах СНГ (1-й раунд Москва, 5-19 апреля 1994 г.)[6],
- «…На первом заседании (Комиссии по национальному примирению в РТ) были избраны четыре председателя комиссии: <…> по правовым вопросам (О. Латифи от оппозиции)»[к. 3][2][6].

## Литературная и научная деятельность
Латифи был в первую очередь публицистом, а уже затем журналистом. Среди созданных им творческих работ большинство составляют публицистические материалы, написанные в основном на русском языке — литературном и разговорном, в различных жанрах, таких как репортаж, интервью, статья, очерк и др. Его героями в основном были представители молодёжи, творческие сельские ремесленники, колхозники, искусные мастера и др.
- «Наперекор лавинам»
- «Кажется, что есть потери в частности в сельской местности?» (публиковались в газете «Правда» под рубрикой «С места события»)
- «Прорвалась плотина»
- «Шарора залечивает раны»
- «Среди горных круч»
- «Возле самого сердца плотины»
- «Родники жарких долин»
- «Среди чёрных круч» (лучшие его репортажи)
- «Пульс Земли» (о научных исследованиях ученых Института Физики, о прогнозах землетрясения, о процессе исследования)
- «Визит снежного барса»
- «Дарить радость»
- «Вернулась песня поэта»
- «Кто такие сурначи»
- «Коснулась кисть синего неба» (лучшие материалы в жанре «заметка»)[5].

### Очерки
- «Ура-Тюбе»
- «Город на перекрёстках ветров»
- «Так вот ты какая, Дильбар!»
- «От сердца к сердцу»
- «Нежная тайна звуков и слов»
- «Рядом с Москвой».

В своих произведениях О. Латифи правильно и точно соблюдал жанровые и тематические особенности.

## Награды
Трудовая деятельность Отахона Латифи отмечена рядом наград:
- орден «Знак Почёта»;
- правительственные медали и другие награды;
- Почётная грамота Президиума Верховного Совета Таджикской ССР[4].

## Память и признание
- Латифи был журналистом, пишущим исключительно на русском языке. В Таджикистане наряду с Латифи были и другие деятели, занимавшиеся русскоязычной журналистикой, имена которых запечатлены <…> в научной истории[3].
- Несломленный и смертью. Памяти Отахона Латифи // Rus.ozodi.org Радио Озоди. — 2016. — 16 марта. — Цитата: «Отахон Латифи вырос в суровые годы Второй Мировой Войны. Начав свой трудовой путь арабакешом в высокогорном селении он последовал за своей …».
- Отахон Латифи — каким он был, легенда советской журналистики. — 2023. — 22 сентября. — Цитата: «…25 лет назад, 22 сентября 1998 года, неподалеку от своего дома, на улице Кирова был застрелен Отахон Латифи — легенда советской журналистики».
- Отахону Латифи сегодня исполнилось бы 85 лет : Видео // Rus.ozodi.org. — 2021. — 18 марта. — Цитата: «Если бы известный таджикский журналист, государственный и политический деятель Отахон Латифи не был убит в сентябре 1998 года, …».
- Бобомуродова Г. Отахон Латифи и его место в советской журналистике // Cyberleninka.ru.

### Комментарии
1. ↑  «…об этом 18 марта (2016) в ходе очередного заседания общественного фонда «Диалог цивилизаций» заявил известный таджикский государственный деятель, профессор, журналист Иброхим Усмонов»[3].
2. ↑  Об открытии отделения журналистики в составе филологического факультета Ленинградского государственного университета. В составе отделения, на котором предстояло организовать подготовку профессиональных журналистских кадров, было две кафедры — истории журналистики, теории и практики советской печати. Уже через год состоялся первый приём студентов, а в октябре 1961 года отделение было преобразовано в факультет журналистики.
3. ↑  «Комиссия по национальному примирению (1997—2000 гг.) …»[6].